# Церковь Покрова Пресвятой Богородицы (Покровское, Рузский городской округ)
Церковь Покрова Пресвятой Богородицы — православный храм в селе Покровском Рузского городского округа Московской области. Входит в состав Рузского благочиния Одинцовской епархии Русской православной церкви.

## История
Первая известная деревянная церковь в селе была построена владельцем села, боярином Сергеем Абрамовичем Лопухиным, в 1677 году.
Нынешняя церковь, в честь «победы русского оружия в войне 1812 года», строилась с 1814 года и освящена в 1818 году. В церкви изначально были устроены три придела: главный — Покрова Божией Матери, правый — Трёхсвятительский и левый — святителя Алексия Московского. Храм был сразу построен с колокольней, основной — летний, службы в нём начиналась с Троицы, а Трёхсвятительский и святителя Алексия — зимние, отапливались двумя голландскими печами. К южной стене храма была пристроена часовня, где был погребён «начальник конвоя Его Императорского Величества» генерал-майор Шереметев.
Храм не закрывался до начала 1960-х годов (хрущевских гонений на Церковь), когда был отобран и использовался в качестве склада.
Возвращён верующим в 1996 году, в мае того же года Трёхсвятительский придел был освящён иерейским чином, и сейчас в нём проходят службы. Идёт реставрация.

## Духовенство
- Настоятель храма — протоиерей Александр Лесин[1].